# 추억은 영원히
"추억은 영원히"는 한국에서 제작된 전택이 감독의 1960년 영화이다. 이민 등이 주연으로 출연하였고 이상복 등이 제작에 참여하였다.

## 출연

### 주연
- 이민
- 노경희
- 전택이

## 기타
- 조명: 방기찬
- 녹음: 이경순
- 미술: 박석인